# جيمس بي. كوري
جيمس بي. كوري (بالإنجليزية: James B. Currie)‏ هو ضابط أمريكي، ولد في 18 سبتمبر 1925 في ميلواكي في الولايات المتحدة، وتوفي في 20 سبتمبر 2009.